# Jan Rych
Jan Rych (27. srpna 1898 [uváděno též 27. července 1898] Nadějkov – ???) byl český a československý politik Komunistické strany Československa a poválečný poslanec Ústavodárného Národního shromáždění.

## Biografie
Původní profesí byl strojvůdce ČSD. V roce 1946 se uváděl jako zámečník. V roce 1918 vystoupil z církve a stal se členem sociální demokracie. Členem KSČ byl od roku 1921. Za první republiky zasedal v krajském vedení komunistické strany. V roce 1929 měl patřit mezi stoupence bolševizace strany, ale v letech 1929–1939 nevyvíjel žádnou stranickou činnost.
Politicky působil na Plzeňsku. Pracoval jako kovodělník. Účastnil se odboje za druhé světové války. Byl předsedou oblastní podnikové rady ČSD v Plzni. Za okupace byl aktivní v ilegální odbojové buňce ČSD a ve vojenské skupině generála Čiháka. 29. května 1940 byl obviněn z velezrady a posléze vězněn v Plzni, Praze, Terezíně, Norimberku, Drážďanech, Bayreuthu a
Kreussenu. 14. dubna 1945 ho osvobodila americká armáda. 17. května 1945 se vrátil do Plzně a opětovně se zapojil do činnosti KSČ. Již 20. května 1945 se podílel na založení Oblastní podnikové rady Ředitelství Československých státních drah, za níž stáli příznivci komunistů a sociálních demokratů a jejímž cílem bylo eliminovat vliv československých národních socialistů v tomto podniku.
V parlamentních volbách v roce 1946 byl zvolen poslancem Ústavodárného Národního shromáždění za KSČ. V parlamentu setrval do konce funkčního období, tedy do voleb do Národního shromáždění roku 1948.
VIII. sjezd KSČ ho zvolil za člena Ústředního výboru Komunistické strany Československa. Zasedal též v KV KSČ v Plzni. Po únorovém převratu zasedl v krajském Akčním výboru Národní fronty v Plzni. V této době se ale zapojil do vnitrostranického boje v Plzni. Usiloval o post předsedy KV KSČ proti Karlovi Václavů. Po proamerických demonstracích v Plzni byl kritizován svými soudruhy, odmítl ale provést sebekritiku a odvolal se na ÚV KSČ. Následně byl prověřován. Na konci roku 1948 se objevilo podezření, že za okupace spolupracoval s Němci, ale ZO KSČ v Československých státních drahách ho podpořila. V roce 1949 se pak jeho případem zabýval Ústřední výbor Komunistické strany Československa. Byl odvolán z funkcí a zamítnuta jeho kandidatura na poslance.